# Louroux-de-Bouble
Louroux-de-Bouble è un comune francese di 289 abitanti situato nel dipartimento dell'Allier della regione dell'Alvernia-Rodano-Alpi.

## Società

### Evoluzione demografica
Abitanti censiti